# Megachile pulchra
Megachile pulchra är en biart som beskrevs av Smith 1879. Megachile pulchra ingår i släktet tapetserarbin, och familjen buksamlarbin. Inga underarter finns listade i Catalogue of Life.